# 65 (фільм)
«65» (англ. 65) — американський науково-фантастичний трилер Скотта Бека та Браяна Вудса. У головних ролях Адам Драйвер та Аріана Грінблатт. Прем'єра відбулася 10 березня 2023 року.

## Сюжет
На планеті Сомаріс пілот Міллс живе з дружиною Алією та дочкою Невін. Щоб заробити грошей на ліки для дочки, Міллс вирішує вирушити у дворічну космічну експедицію. Під час подорожі його космічний корабель «Зоїк» потрапляє в скупчення астероїдів і через те падає на планету, яка виявляється Землею 65 мільйонів років тому. Корабель опиняється в зоні геотермальної активності, він критично пошкоджений і не може злетіти. Пасажири, за винятком Міллса, загинули, і він міркує про самогубство, поки не знаходить ще одну вцілілу, юну дівчину, на ім'я Коа. Міллс посилає сигнал лиха на допомогу та вирішує подбати про Коа. Однак їм важко спілкуватися через різні мови та несправний перекладач.
Пізніше Міллс виявляє, що аварійна шлюпка з «Зоїка» приземлилася на вершині гори. Щоб спонукати Коа піти за ним, Міллс бреше їй, нібито її родина врятувалася в шлюпці, хоча насправді всі загинули під час аварії. Пара швидко розуміє, що планета населена небезпечними тваринами — динозаврами. Міллс захищає Коа, що сприяє їхньому зближенню.
Коа переглядає кілька відеоповідомлень, надісланих від Невін. На обох нападає величезний теропод, якого вдається поранити перед тим, як сховатися в печері. Обвал розділяє Міллса з Коа. Міллса атакує овіраптор, а Коа атакує істота, схожа на раптора, яку вона ловить в імпровізовану пастку. Дівчина потім використовує бомби, які дав їй Міллс, щоб убити динозавра. Міллс вбиває овіраптора та тікає з печери, однак грузне в сипучих пісках під час пошуків Коа. Згодом Коа рятує його, і вони продовжують підйом на гору. Міллс довідується від ШІ-компаньйона, що величезний астероїд, з уламками якого зіткнувся їхній корабель, влучить у Землю менш ніж за 12 годин (тобто, це той самий астероїд, який зумовив крейда-палеогенове вимирання).
Обоє досягають шлюпки, але Коа сердиться, коли дізнається, що Міллс їй збрехав. Міллс розповідає Коа про втрату Невін, яка померла від своєї хвороби, поки його не було, і обіцяє захистити натомість її. Дізнавшись, що рятувальники вже в дорозі, вони сідають у шлюпку, але падіння уламка астероїда заважає зльоту. Міллсу та Коа вдається відбити напад пари тиранозаврів, але слідом атакує теропод, якого вони поранили раніше. Міллсу вдається заманити його до великого гейзера, а Коа встромляє йому в око пазур мертвої тварини. Вони встигають повернутися в шлюпку та злетіти перед тим, як астероїд врізається в Землю.
Під час титрів показується історія Землі від 65 мільйонів років тому до сучасності.

## У ролях
| Актор            | Роль  |
| ---------------- | ----- |
| Адам Драйвер     | Міллс |
| Аріана Грінблатт | Коа   |
| Хлоя Коулман     | Невін |

## Виробництво
У вересні 2020 року Адам Драйвер був затверджений на головну роль у фільм Скотта Бека і Браяна Вудса; Сем Реймі продюсуватиме фільм разом з Зайнабом Азізі та Деббі Ліблінг. Через два місяці Аріана Грінблатт приєдналася до акторського складу. У грудні 2020 року Хлоя Коулман приєдналася до акторського складу.
Зйомки розпочались 16 листопада 2020 року в Новому Орлеані, штат Луїзіана. Зйомки також відбувалися в Національному лісі Кісачі у парафії Вернон, штат Луїзіана, у січні 2021 року.

## Випуск
Вихід фільму спочатку планувався на 13 травня 2022 року. Згодом прем'єру перенесли на 14 квітня 2023 року.

## Музика
У лютому 2021 року було оголошено, що Денні Ельфман стане композитором фільму.

## Оцінки й відгуки
На агрегаторі Rotten Tomatoes фільм зібрав 35 % схвальних рецензій критиків із середньою оцінкою 4,8/10. Фільм став одним із найбільших касових провалів 2023 року, зібравши $60 млн, але здобув популярність у США на Netflix.
Сайт Inverse схвалив, що в фільмі мало несуттєвих деталей, а за кадром вміло приховано небезпеку. Динозаврів порівняно небагато, але сцени з ними добре продумані. Але штучним виглядає те, що Коа в потрібні моменти розуміє, що треба робити, а головні герої опинилися на Землі саме незадовго до катаклізму. Загалом це щільна напружена оповідь, що утримує увагу глядачів.
Згідно з Observer, фільму бракує драйву, а попри загрозу з боку динозаврів, найгірше, що стається з Адамом Драйвером — це падіння з дерева та застрягання в піску. Обмаль діалогів, жахливий підбір доісторичних істот і відсутність сенсу в одкровенні, що чужинська планета — це Земля, роблять «65» просто нудним для перегляду.
В Empire писали, що «в становищі космонавта, який падає на планету, що виявляється нашою, є слабкі відгомони „Планети мавп“, але Бек і Вудс не дуже зацікавлені в створенні будь-як сатиричного фільму». Адам Драйвер грає більш-менш так, як слід очікувати: «є проблеми, які потребують вирішення; є подорож, яка вимагає від персонажів дістатися від „А“ до „Б“». Динозаври «веселі й страшні», хоча й науково недостовірні, натомість місцевість у національному лісі Кісачі в Луїзіані добре поєднана з комп'ютерною графікою. Типово переконлива гра Адама Драйвера робить його стосунки з Коа цікавими та згладжує нелогічності сценарію.
Як писалося в CNN, присутність динозаврів не робить «65» цікавішим і «багато в чому це пов'язано з тим фактом, що практично кожна частина фільму надзвичайно передбачувана». «65» можна сприймати як фільм категорії «Б», прикрашений сучасними технологіями.